# Тиенмъншан
 Тази статия е за планината в Китай.  За площада вижте Тиенанмън.  
Тиенмъншан (на китайски: 天門山; на пинин: Tiānmén Shān; букв. „Планината на Небесната порта“) е планина, разположена в Национален парк „Тиенмъншан“, градска префектура Джандзядзие, в северозападната част на провинция Хунан, Китай.

## География
Главният връх на Тиенмъншан се издига на 1518,6 метра над морското равнище, а средната надморска височина на планината е над 1400 метра. Тиенменшан е възникнала през тектоничния период Юра, а по-късно, след хималайската орогенеза и милиони години ерозия от вятър и дъжд, се е образувала карстовата форма на релефа. Пещерата Тиенмъндун е най-известната забележителност в района. Тя е дълга 60 метра, широка 57 метра, а височината ѝ на места достига 131,5 метра. Пещерата се е образувала в резултат на ерозия. През юли 1992 година районът на планината е включен в  Националния парк „Тиенмъншан“, който обхваща площ от над 190 квадратни километра. 

## Забележителности
През 2005 година е открит кабинков лифт от близката жп гара Джандзядзие до върха на планината. Построен е от френската компания Poma. В туристическите издания въжената линия на планината Тиенмъншан е посочена като „най-дългата пътническа въжена линия на високите планини в света“, с 98 кабини и обща дължина от 7455 м и изкачване от 1279 м. Най-високият наклон на въжената линия е от 37 градуса. 
Туристите могат да се разходят и по километрични пътеки, построени по протежение на скалната стена на върха на планината, включително по участъци със стъклени подове. 11-километров път, наречен „булевард Тунтиен“, със своите 99 завоя също достига до върха на планината и отвежда посетителите до естествената арка на пещерата Тиенмъндун в планината с височина 131,5 м. Както планината, така и името на пещерата се превежда като „Небесна порта“. До входа ѝ води стълбище от 999 стъпала, известно като „Стълба към небето“.